# Strada europea E123
La strada europea E123 è una strada di classe A, con andamento Nord-Sud.
In particolare la E123 collega la città russa di Čeljabinsk con la località tagika di Nižnij Panj, con un percorso lungo circa 2840 km attraverso Russia e le tre repubbliche centro-asiatiche di Kazakistan, Uzbekistan e Tagikistan.

## Percorso
La E123 segue in territorio russo il percorso della M-36, da Čeljabinsk a Trojtsk.
In territorio kazako, la strada segue le seguenti strade e tocca le seguenti località:
- M-36: Podgorodka, Kostanai – Toqsan bi
- A-342/A1: Toqsan bi – Esil – Deržavinsk – Arkalyk – Žezkazgan
- A-344: Žezkazgan – Qyzylorda
- M-32: Qyzylorda – Şımkent
- M-39: Šymkent – Frontovoy

In Uzbekistan, la strada percorre la M-34, passando dalla capitale Tashkent e da Hovos, quindi entra per un breve tratto in territorio tagiko, dove mantiene la numerazione e tocca l'abitato di Lyagin. La M-34 sconfina nuovamente in territorio uzbeko, toccando la città di Koshkent, per concludere il suo tragitto in Tagikistan, toccando Istaravšan, Ayni e la capitale Dušanbe. Da Dušanbe a Nižnij Panj la E123 assume la numerazione di A384.